# Poropoea duplicata
Poropoea duplicata är en stekelart som beskrevs av Lin 1994. Poropoea duplicata ingår i släktet Poropoea och familjen hårstrimsteklar. Inga underarter finns listade i Catalogue of Life.